# Liste der denkmalgeschützten Objekte in Stallhofen
Die Liste der denkmalgeschützten Objekte in Stallhofen enthält die 6 denkmalgeschützten, unbeweglichen Objekte der österreichischen Gemeinde Stallhofen im steirischen Bezirk Voitsberg.

## Denkmäler
| Foto |                 | Denkmal                                                                            | Standort                                   | Beschreibung                               | Metadaten |
| ---- | --------------- | ---------------------------------------------------------------------------------- | ------------------------------------------ | ------------------------------------------ | --- |
| ja   | Datei hochladen | Lackenschmiede HERIS-ID: 40537 Objekt-ID: 40488                                    | Aichegg 62 Standort KG: Aichegg            | → Hauptartikel : Lackenschmiede f1         | BDA-Hist.: Q37995219 Status: Bescheid Stand der BDA-Liste: 2025-06-30 Name: Lackenschmiede GstNr.: 330/1 Lackenschmiede                                            |
| ja   | Datei hochladen | Kath. Pfarrkirche hl. Nikolaus und ehem. Friedhof HERIS-ID: 51893 Objekt-ID: 57710 | Stallhofen Standort KG: Stallhofen         | → Hauptartikel : Pfarrkirche Stallhofen f1 | BDA-Hist.: Q22665729 Status: § 2a Stand der BDA-Liste: 2025-06-30 Name: Kath. Pfarrkirche hl. Nikolaus und ehem. Friedhof GstNr.: .123, 604 Pfarrkirche Stallhofen |
| ja   | Datei hochladen | Bildstock, Pestkreuz HERIS-ID: 102674 Objekt-ID: 119123                            | Stallhofen 11, bei Standort KG: Stallhofen |                                            | BDA-Hist.: Q37791270 Status: § 2a Stand der BDA-Liste: 2025-06-30 Name: Bildstock, Pestkreuz GstNr.: 604                                                           |
| ja   | Datei hochladen | Pfarrhof HERIS-ID: 51892 Objekt-ID: 57709                                          | Stallhofen 1 Standort KG: Stallhofen       |                                            | BDA-Hist.: Q38048062 Status: § 2a Stand der BDA-Liste: 2025-06-30 Name: Pfarrhof GstNr.: .124, 618/1                                                               |
| ja   | Datei hochladen | Figurenbildstock hl. Johannes Nepomuk HERIS-ID: 109924 Objekt-ID: 127569           | bei Stallhofen 1 Standort KG: Stallhofen   |                                            | BDA-Hist.: Q37816068 Status: § 2a Stand der BDA-Liste: 2025-06-30 Name: Figurenbildstock hl. Johannes Nepomuk GstNr.: 604                                          |
| ja   | Datei hochladen | Gustinus-Ambrosi-Museum HERIS-ID: 102684 Objekt-ID: 119133                         | Stallhofen 202 Standort KG: Stallhofen     |                                            | BDA-Hist.: Q37791303 Status: § 2a Stand der BDA-Liste: 2025-06-30 Name: Gustinus Ambrosi-Museum GstNr.: 610/8 Gustinus-Ambrosi-Museum, Stallhofen                  |